# Cinekid
Cinekid is een film-, televisie- en mediafestival in Amsterdam voor kinderen van 3 tot 14 jaar. Het festival vindt elk jaar plaats rond de herfstvakantie. Daarnaast verzorgt Cinekid on Tour in meer dan 30 steden een satellietprogramma waar ook kinderfilms vertoond worden en een klein MediaLab wordt geplaatst. Jaarlijks bezoeken meer dan 60.000 kinderen, ouders en (internationale) gasten het festival. Er worden films vertoond uit de hele wereld, er is een selectie van de beste televisieprogramma’s voor de jeugd en er worden activiteiten georganiseerd rondom de nieuwste ontwikkelingen van nieuwe media in het MediaLab. Daarnaast is er Cinekid for Professionals met een seminarprogramma en coproductiemarkten, waar mediaprofessionals van over de hele wereld langskomen.
Cinekid begon in 1986 als een nieuw initiatief in De Meervaart in Amsterdam Osdorp. 

## Educatie
Gedurende het hele jaar richt Cinekid zich op media-educatieprojecten voor kinderen in het primair onderwijs. Voorbeelden van projecten zijn het AppLab, een verzameling van apps die geschikt zijn voor kinderen, (media)workshops, lesmateriaal en een doorlopende leerlijn media-educatie voor het primair onderwijs.

## Competitie en awards

### Film
- Beste Kinderfilm
- Beste Nederlandse Familiefilm
- Beste Internationale Korte Animatie Film
- Beste Nederlandse Korte Film
- Beste Nederlandse Korte Live-Action
- Beste Nederlandse Korte Documentaire
- Beste Jeugdfilm (MovieZone)

### Televisie
- Beste Nederlandse Serie
- Beste Nederlandse Fictieserie
- Beste Nederlandse Non-Fictieserie

### MediaLab
- Cinekid Media Award
- Gouden Kolibrie
- Gouden Guppy

### Cinekid for Professionals
- Eurimages Co-production Development Award